# Катнісс Евердін
Катнісс (Катніс) Евердін (англ. Katniss Everdeen) — головна героїня трилогії Сьюзен Коллінз «Голодні ігри», повстанка і руйнівниця імперії Капітолій. Ім'я походить від назви їстівної рослини стрілолиста (в англійському варіанті). У фільмі Голодні ігри Катніс втілила Дженніфер Лоуренс.

## Опис
Катніс Евердін — шістнадцятирічна дівчина, жителька Округу 12. Як покарання за минуле повстання проти Капітолія, щороку лотереєю округи обирають одного хлопця і одну дівчину віком від 12 до 18 років для участі у Голодних іграх. Обрані, «трибути», мають битися між собою на контрольованій Капітолієм арені, доки живим залишиться лише один. Нагорода за перемогу — слава та багатство. Катніс добровільно зголошується піти на 74-ті Голодні ігри замість своєї молодшої сестри Прим, на котру вказав жереб. Піта Мелларк (Джошуа Гатчерсон), син пекаря, який одного разу врятував її сім'ю від голоду, також обраний та таємно закоханий в Катніс. Катніс дуже талановита і майстерна і завдяки цьому вона разом з Пітою стають переможцями ігор. Але Капітолію не сподобалась бунтарка, що порушує правила гри, і повстанські настрої, які підняла її участь в Іграх. Наступних Ігор її втягують у бійню знову, і протягом франшизи Катнісс Евердін очолює сили опору і руйнує імперію Капітолія.